# Koštice
Obec Koštice se nachází v okrese Louny v Ústeckém kraji. Žije v ní 611 obyvatel.

## Historie
Název obce vychází ze staročeského osobního jména Košek. Původně se jednalo o ryze českou ves, poté, co byla připojena k libčeveskému panství, sem začali přicházet tamní Němci. Na přelomu 18. a 19. století zde pak již byla takřka polovina obyvatel německé národnosti.
Koštice jsou velmi starou vsí. Archeologické nálezy (popelnice, kamenné předměty, laténské hroby) svědčí o tom, že zde osada stávala již v dobách před příchodem Čechů. První písemná zmínka o vsi pochází z roku 1373, kdy Kunc z Koštic obdržel od Zacha, pražského kramáře, 10 kop grošů jako náhradu škody.
Nejstarší známí držitelé Koštic byli Vřesovci, majitelé statků benediktinského kláštera v Teplicích. Volf z Vřesovic prodal Koštice Jindřichu Hrobčickému z Hrobčic a ten pak měšťanu Starého Města Pražského, doktoru Bernardovi od stříbrné růže. Ten se následně nazýval Bernard Koštický z Koštic. Ve vsi vystavěl tvrz, na které až do své smrti v šedesátých letech 16. století. Polovinu obce pak zdědila manželka Jeronýma z Hrobčic. Ten ale obec obratem vyměnil za jemu vhodnější Hlubany u Podbořan. Novým majitelem Koštice se pak stal Jan Štampach ze Štampachu, který v roce 1613 přikoupil ve vsi Šepetely, Děčany a Rychnov a přičlenil je ke koštickému statku. Tím vzniklo malé panství, které v této podobě existovalo až do zrušení roboty v roce 1781.
Jan Štampach ze Štampachu se zúčastnil na straně stavů bitvy na Bílé Hoře, načež mu byly jeho majetky zkonfiskovány. Koštický statek byl postoupen císařskému plukovníku hraběti Janovi z Aldringenu. Po jeho zastřelení získali dědictví jeho sourozenci. Koštice pak jako věno dostala Janova neteř Anna Marie Gielissová z Aldringenu. Skrze její sňatek s Janem Tomášem Brisigelem pak přešly tomuto rodu svobodných pánů.
Jan Tomáš na koštické tvrzi v roce 1652 zemřel (pohřben je v kostele sv. Václava v Křesíně) a panství zdědil jeho syn Leopold Albert. Z jeho manželství s Isabellou Salome Ernstovou je doložena dcera Marie Viktorie Františka (1668-1706) a syn Jan Tomáš, který ještě jako nezletilý padl v Uhrách. Ves se proto dostala Marie Viktorii Františce, provdané baronce z Kielmasecku. Ta ji prodala Janu Kašparu Proyovi, od něhož ves koupili v roce 1694 Popelové z Lobkovic. Ti pak drželi statek až do pozemkové reformy v roce 1925, kdy byly zdejší majetky v rámci přerozdělování zemědělské půdy Lobkovicům zkonfiskovány. Koštice jsou střediskovou obcí, mající pod svou správou tři menší vesnice: Vojnice, Vojničky a Želevice.

## Přírodní poměry
V údolí potoka Dobročka se vyskytují zdroje hořké, vápenato-hořečnaté vody. Hluboký vrt provedený u vesnice zachytil v permokarbonských sedimentech chlorido-sodné vody.

## Obyvatelstvo
| Obec Koštice                                              | Obec Koštice | Obec Koštice | Obec Koštice | Obec Koštice | Obec Koštice | Obec Koštice | Obec Koštice | Obec Koštice | Obec Koštice | Obec Koštice | Obec Koštice | Obec Koštice | Obec Koštice | Obec Koštice | Obec Koštice |
|                                                           | 1869         | 1880         | 1890         | 1900         | 1910         | 1921         | 1930         | 1950         | 1961         | 1970         | 1980         | 1991         | 2001         | 2011         | 2021         |
| --------------------------------------------------------- | ------------ | ------------ | ------------ | ------------ | ------------ | ------------ | ------------ | ------------ | ------------ | ------------ | ------------ | ------------ | ------------ | ------------ | ------------ |
| Obyvatelé                                                 | 1 024        | 1 046        | 1 132        | 1 161        | 1 191        | 1 222        | 1 281        | 913          | 858          | 795          | 749          | 604          | 578          | 594          | 600          |
| Místní část Koštice                                       |              |              |              |              |              |              |              |              |              |              |              |              |              |              |              |
| Obyvatelé                                                 | 449          | 406          | 460          | 517          | 535          | 563          | 683          | 520          | 508          | 476          | 514          | 448          | 438          | 446          | 433          |
| Domy                                                      | 64           | 67           | 71           | 84           | 93           | 94           | 148          | 167          | 172          | 145          | 154          | 183          | 192          | 196          | 192          |
| Data z roku 1961 zahrnují i domy z místní části Želevice. |              |              |              |              |              |              |              |              |              |              |              |              |              |              |              |

## Obecní správa

### Části obce
- Koštice
- Vojnice
- Vojničky
- Želevice

### Obecní symboly
Znak a vlajka byly obci uděleny rozhodnutím předsedkyně Poslanecké sněmovny Parlamentu České republiky dne 9. listopadu 2010.

## Pamětihodnosti
- Pozdně barokní kostel svatého Antonína Paduánského z roku 1752
- Socha svatého Jana Nepomuckého z roku 1729 s plastikou královny Žofie, manželky Václava IV., na soklu
- Sloup se sochou svatého Vavřince
- Mlýn z přelomu devatenáctého a dvacátého století se secesní částí obytných budov

## Přírodní zajímavosti
- Přírodní památka Koštice – zamokřená louka s výskytem vzácných slanomilných rostlin. Nedaleko od obce, nalevo od silnice směrem na Libochovice.
- Koštická stráň – slíny a opuky s velkým množstvím zkamenělin křídového pole; nad řekou při silnici do Orasic

## Doprava
Košticemi prochází železniční trať Lovosice – Postoloprty, na které byla zřízena železniční stanice Koštice nad Ohří. Nyní je na trati zavedeno zjednodušené řízení drážní dopravy, takže bývalá stanice má status dopravna D3 a není obsazená personálem. Do obce vedou silnice II. třídy: prochází jí silnice II/246, ze které zde odbočuje silnice II/249.

## Osobnosti
- Karel Ort (1889–1920), inženýr zabývající se elektrotechnikou a radiokomunikací, spolupracovník T. A. Edisona. [10]
- Václav Satran (* 1950), malíř[11]

## Další zajímavosti
Obecní úřad vydává měsíčník Koštický zpravodaj, shrnující události předchozího měsíce a informující o plánovaných událostech. 

## Galerie

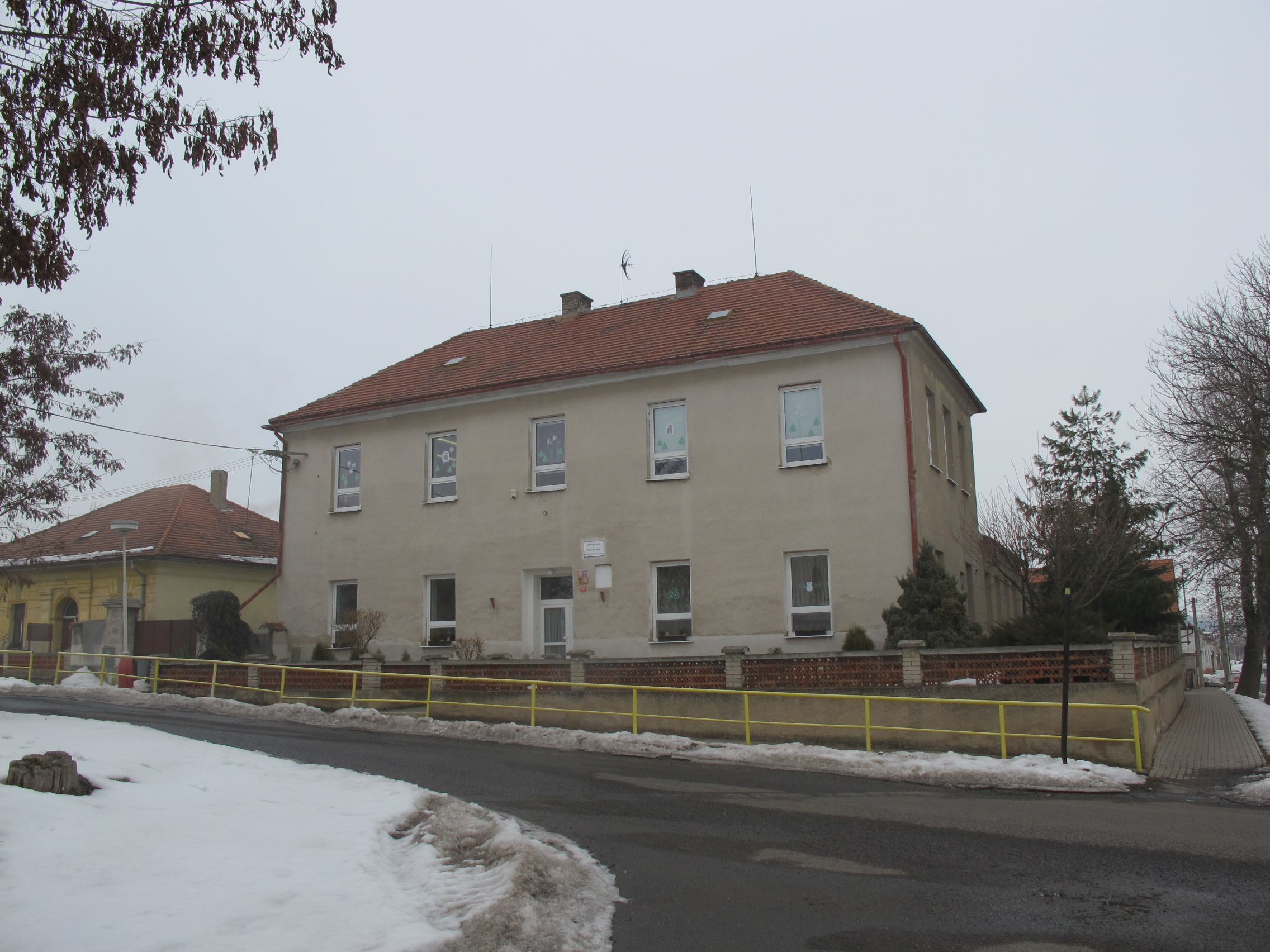
Škola
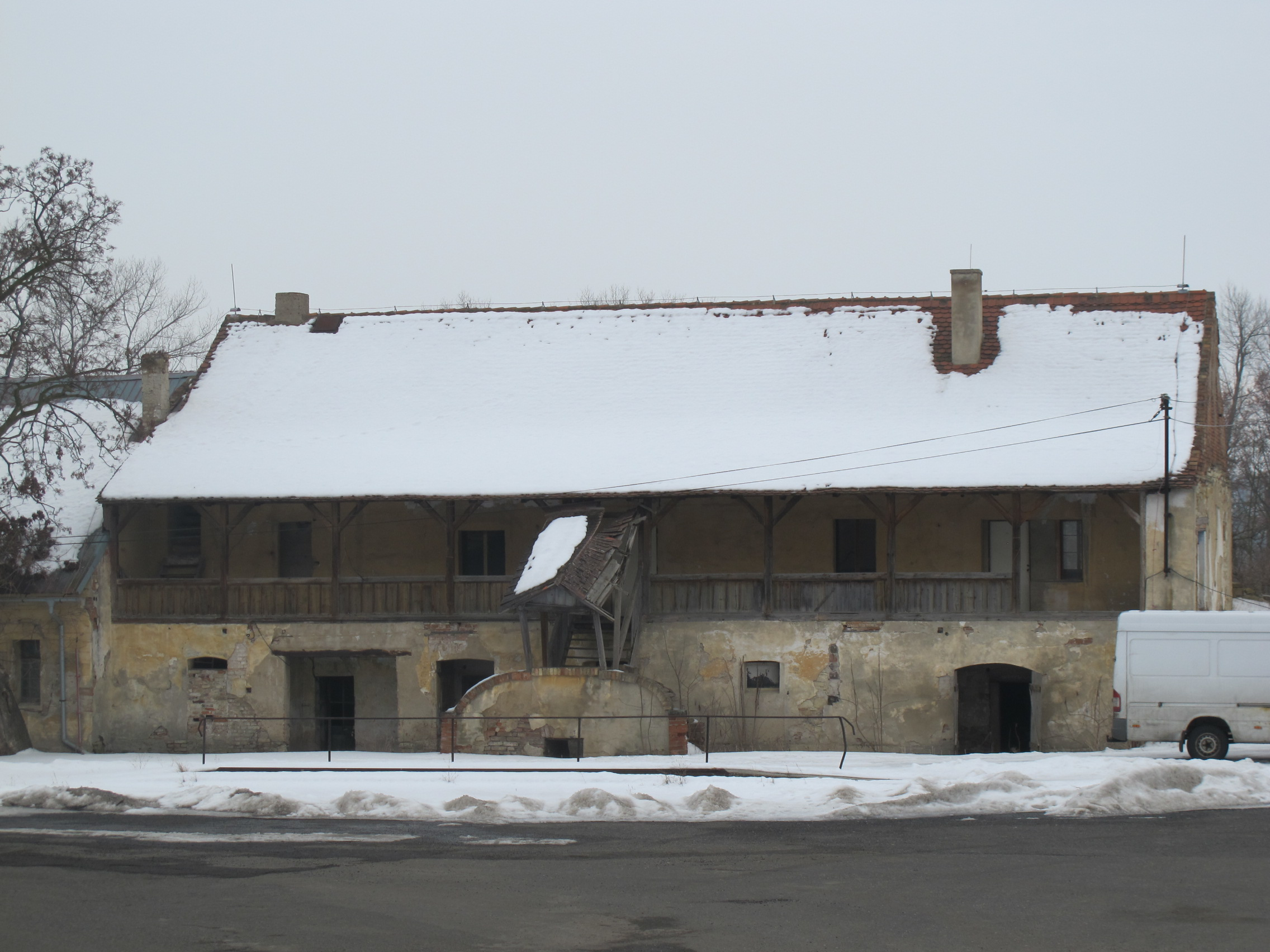
Část bývalé tvrze ve dvoře
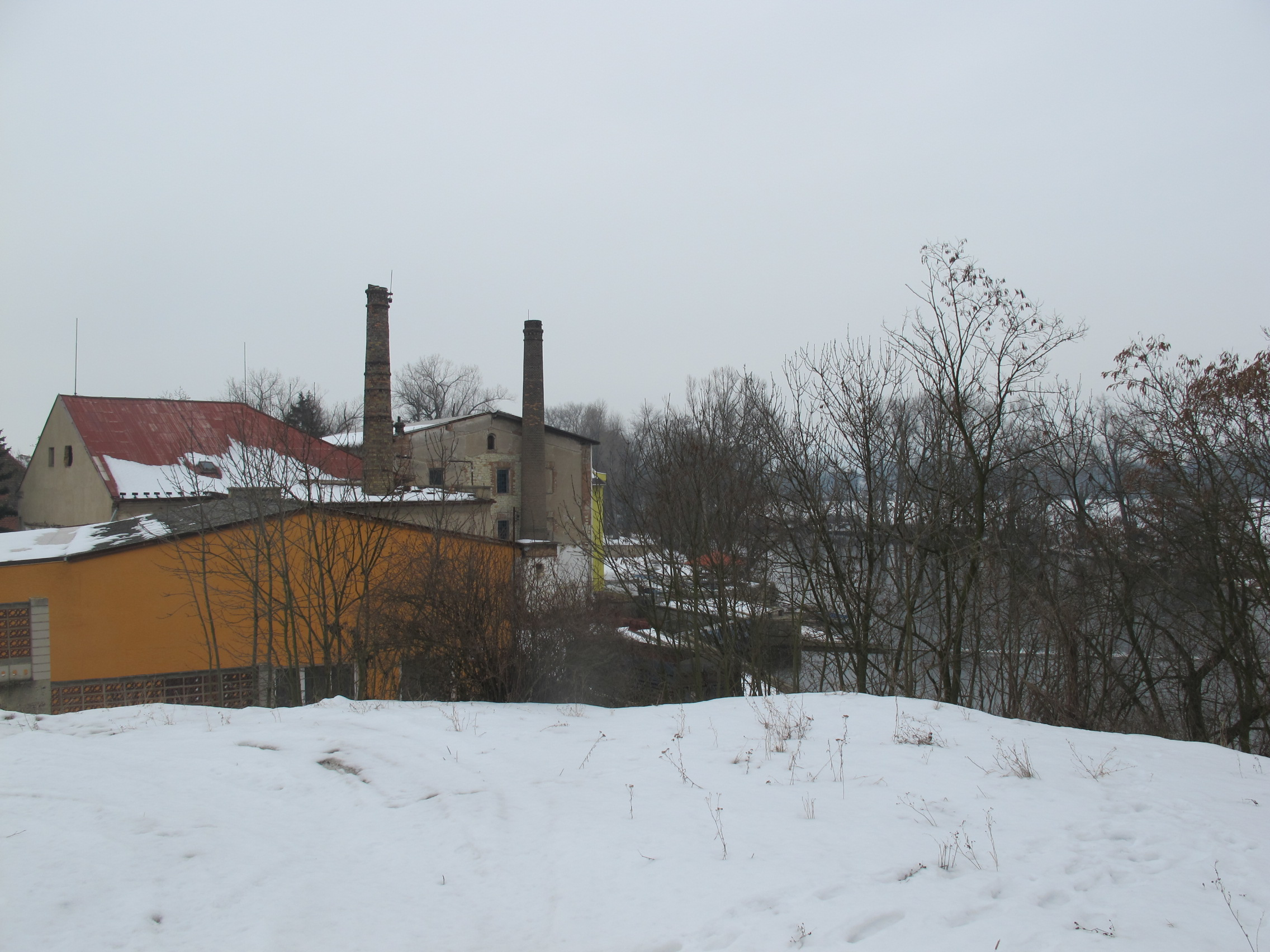
Ortův parní mlýn